# Vina Calmon
Silvina Maria Miranda Calmon de Souza (Santa Maria da Boa Vista, 23 de Novembro de 1987), conhecida como Vina Calmon, é uma cantora brasileira.

## Biografia
Nascida no sertão pernambucano, Vina ainda muito pequena foi morar com a família em Sobradinho na Bahia. Despertou o talento pela música ainda criança. O pai Flávio Tatoo e o seresteiro Robson (ex-coordenador do Luz para Todos) descobriram Vina e o músico Zé Bahia (tecladista), que também acompanhou a jovem cantora. Vina Calmon começou a cantar profissionalmente ainda na adolescência. 
Durante sua trajetória artística, passou por diversos projetos de forró, até que recebeu uma proposta para liderar a banda de axé Axerife, onde permaneceu por cinco anos. Após essa fase, foi convidada a assumir os vocais da banda Cheiro de Amor onde ficou por uma década até encerrar seu contrato em março de 2024. 
Dando início a sua carreira solo em junho de 2024, Vina lançou seu primeiro single intitulado “Beija  Eu” – uma produção e composição de Rafinha RSQ. Vina conquistou milhares de ouvintes através da canção de forró eletrônico "Sinais", investindo em seguida em "Toma", parceria de verão com o cantor Tony Salles.

## Cheiro de Amor
Vina Calmon assumiu a banda Cheiro de Amor após o carnaval de 2014 substituindo Alinne Rosa. A cantora ganhou destaque com sua performance cheia de energia e voz potente, lançando canções como "Swing de Mainha", "Chamar Você", "Criatura" e "Proposta Indecente" com participação de Lucas Lucco. No carnaval de 2015, após ganhar o Troféu Band Folia como Cantora Revelação, Vina foi reconhecida como cantora destaque no troféu Dodô & Osmar.